# US Airways

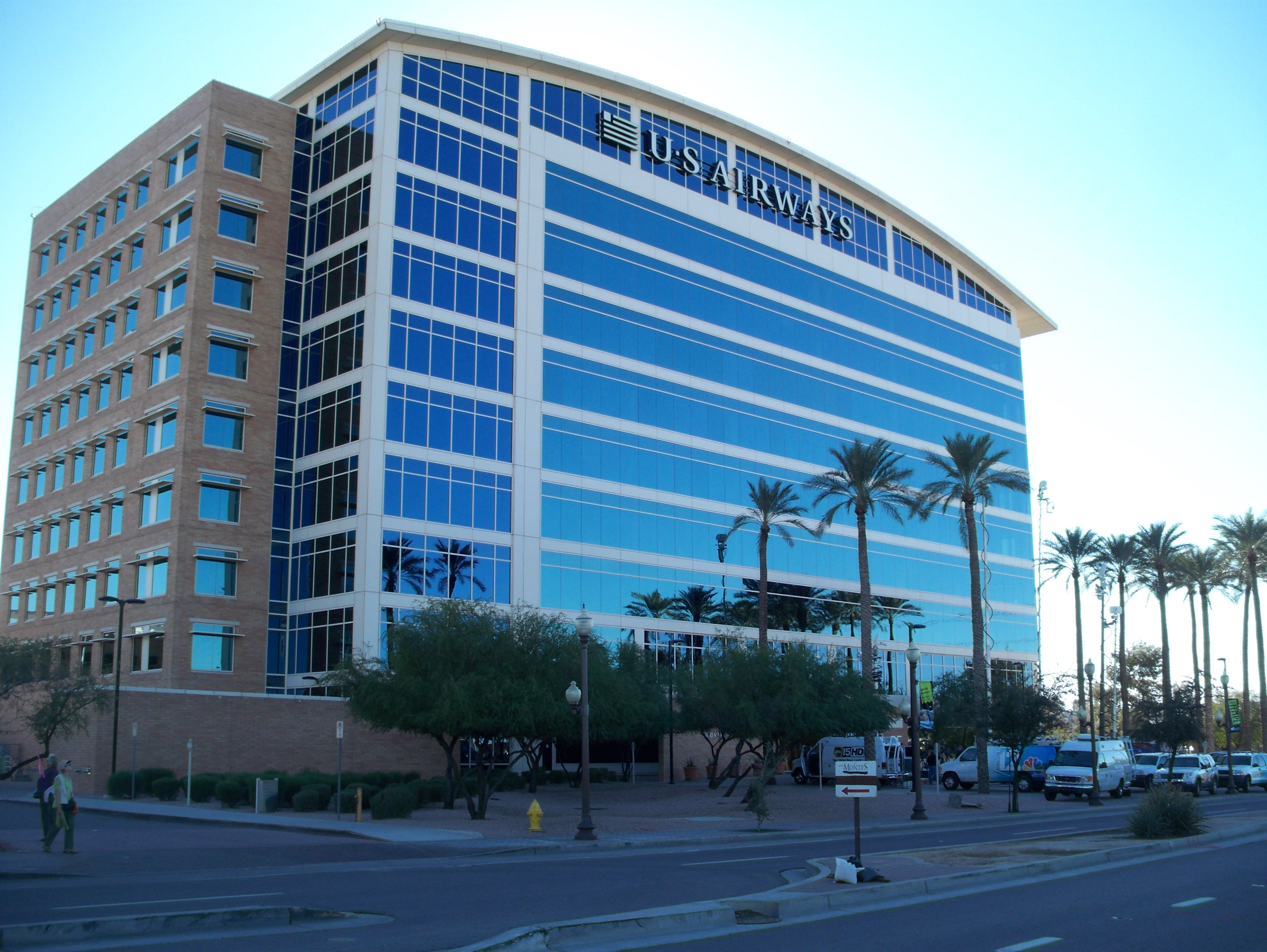
Het voormalige hoofdkantoor van US Airways

US Airways of USAir was een Amerikaanse luchtvaartmaatschappij met hoofdkantoor in Tempe in Arizona. Op 10 december 2013 fuseerde het bedrijf met American Airlines en de combinatie gaat verder onder de naam American Airlines. 

## Geschiedenis
De geschiedenis van US Airways gaat terug tot 1939 toen All American Aviation werd opgericht. Tien jaar later werd de naam gewijzigd in All American Airways, het vervoer van post werd gestaakt en de maatschappij ging verder met alleen personenvervoer. In 1953 veranderde de naam weer in Allegheny Airlines. In 1979 werd de luchtvaartsector in de Verenigde Staten gedereguleerd. Een aantal belemmeringen werd opgeheven, meer diensten werden gestart en de concurrentie tussen de maatschappijen nam sterk toe. In dat jaar werd de naam voor de vierde keer gewijzigd in USAir.
In 2005 fuseerden US Airways en America West Airlines. Zij voerden tot 2007 nog vluchten uit als twee aparte luchtvaartmaatschappijen, die al beide gebruikmaakten van de merknaam US Airways. Vanaf 2007 zijn de vluchtoperaties samengevoegd tot een enkele maatschappij, die onder de naam US Airways vluchten uitvoert.
US Airways had als hubs Charlotte Douglas International Airport in Charlotte (North Carolina) en Philadelphia International Airport in Philadelphia (Pennsylvania). USAir opende in februari 2005 Fort Lauderdale-Hollywood International Airport in Fort Lauderdale (Florida) als knooppunt voor verbindingen naar bestemmingen in Latijns-Amerika. Het had secundaire hubs in Pittsburgh International Airport, New York LaGuardia Airport, Ronald Reagan Washington National Airport en Logan International Airport.
Op 4 mei 2004 werd de maatschappij het vijftiende lid van de Star Alliance. Na de fusie met American Airlines sloot US Airways ook bij Oneworld aan.
In een in 2007 gehouden enquête onder lezers van een Amerikaans consumentenblad kwam US Airways als laatste luchtvaartmaatschappij op het gebied van klant-tevredenheid.

### Fusie met American Airlines
Op donderdag 14 februari 2013 sloten US Airways en American Airlines een akkoord over een fusie. De nieuwe maatschappij gaat verder als American Airlines. Het 'nieuwe' American Airlines telde bij de fusie zo'n 1000 toestellen en ongeveer 90.000 werknemers en werd de grootste luchtvaartmaatschappij ter wereld. Door de fusie verwachtten ze ruim $ 1 miljard aan kosten te kunnen besparen.
Medio augustus 2013 ging het Amerikaanse ministerie van Justitie naar de rechter om de fusie te blokkeren. Volgens justitie leidt de fusie tot te weinig concurrentie in bepaalde gebieden, hetgeen resulteert in duurdere tickets. In november hebben beide luchtvaartmaatschappijen een schikking getroffen met de Amerikaanse mededingingsautoriteiten. In de schikking geven de twee 52 landingsrechten op de Ronald Reagan Washington National Airport, een reductie van 15%, en ook worden er minder vluchten vanaf LaGuardia in New York uitgevoerd. Op 10 december 2013 is de fusie geëffectueerd en is de handel in het nieuwe bedrijf op de New York Stock Exchange van start gegaan.

## Vloot
De vloot van US Airways bestond uit de volgende vliegtuigen (januari 2011):
| Vliegtuig                           | Totaal | Bestellingen | Passagiers    | Passagiers | Passagiers | Passagiers | Passagiers | Opmerkingen                                                                                                   |
| Vliegtuig                           | Totaal | Bestellingen | Envoy Sleeper | Envoy      | First      | Economy    | Totaal     | Opmerkingen                                                                                                   |
| ----------------------------------- | ------ | ------------ | ------------- | ---------- | ---------- | ---------- | ---------- | --- |
| Airbus A319-100                     | 93     | 3            | 0             | 0          | 12         | 112        | 124        | 39 ex-America West Airlines                                                                                   |
| Airbus A320-200                     | 72     | 40           | 0             | 0          | 12         | 138        | 150        | Leveringen: 2009-2015 vervangende vliegtuigen: Boeing 737. 49 ex-America West Airlines.                       |
| Airbus A321-200                     | 51     | 27           | 0             | 0          | 16         | 167        | 183        | Leveringen: 2008-2015 vervangende vliegtuigen: binnenlandse Boeing 757                                        |
| Airbus A330-200                     | 7      | 18           | 20            | 0          | 0          | 238        | 258        | wordt de op twee na grootste gebruiker van de Airbus A330. Leveringen worden hervat in 2013                   |
| Airbus A330-300                     | 9      | —            | 6             | 24         |            | 263        | 293        | wordt de op twee na grootste gebruiker van de Airbus A330                                                     |
| Airbus A350-800                     | —      | 18           | 36            | 36         | 0          | 234        | 270        | In dienst: 2015                                                                                               |
| Airbus A350-900                     | —      | 4            | 36            | 36         | 0          | 294        | 330        | In dienst:2015                                                                                                |
| Boeing 737-300                      | 20     | —            | 0             | 0          | 12         | 114        | 126        | Wordt vervangen op langere termijn vervangend vliegtuig: Embraer 190                                          |
| Boeing 737-300                      | 20     | —            | 0             | 0          | 8          | 126        | 134        | Wordt vervangen op langere termijn vervangend vliegtuig: Embraer 190                                          |
| Boeing 737-400                      | 40     | —            | 0             | 0          | 12         | 132        | 144        | Wordt vervangen op langere termijn vervangen door: Airbus A320                                                |
| Boeing 757-200 Binnenlandse ETOPS   | 9      | 0            | 0             | 0          | 14         | 176        | 190        | vier uitgevoerd met Winglets 8 ex-America West Airlines 1 ex-North American Airlines, in dienst in maart 2011 |
| Boeing 757-200 Internationale ETOPS | 15     | 0            | 0             | 12         | 0          | 164        | 176        | Allen uitgevoerd met Winglets                                                                                 |
| Boeing 767-200                      | 10     | —            | 0             | 18         | 0          | 186        | 204        | Wordt vervangen op langere termijn vervangende vliegtuigen: Airbus A321 en Airbus A330-200                    |
| Embraer 190                         | 15     | 23           | 0             | 0          | 11         | 88         | 99         | 10 vliegtuigen verkocht aan Republic Airways                                                                  |
| Totaal                              | 340    | 134          |               |            |            |            |            | |

## Ongevallen
- Op 15 januari 2009 heeft een Airbus A320 van US Airways een noodlanding gemaakt in de Hudson rivier in New York nadat het toestel door een zwerm vogels in de problemen was geraakt. Alle 150 passagiers en vijf bemanningsleden konden ontsnappen en er zijn geen doden of gewonden gevallen.
- Op 14 maart 2014 raakte een Airbus A320 in Philadelphia zwaar beschadigd toen die van de baan raakte tijdens het opstijgen. Niemand raakte hierbij gewond. 13 Belgische brandweermannen hielpen bij de evacuatie.